# Rode tiran
De rode tiran (Pyrocephalus obscurus) is een zangvogel uit de familie Tyrannidae (tirannen) die in het Amerikaans flycatchers (vliegenvangers) worden genoemd, maar niet verwant zijn aan de vliegenvangers uit Eurazië. Alle soorten van dit geslacht werden lang beschouwd als ondersoorten met onderling kleine verschillen in het verenkleed. In 2016 gepubliceerd fylogenetisch onderzoek leidde tot de opsplitsing in vier afzonderlijke soorten, waarbij de rode tiran de grootste verbreiding in Noord-, Midden- en Zuid-Amerika heeft.

## Herkenning
De vogel is 13 tot 14 cm lang en weegt 11 tot 14 gram. Het mannetje is vlammend rood. De gekuifde kruin, kin, keel en de buik en borst zijn helder rood gekleurd. De oorstreek is zwart en vormt een masker rond het oog. Verder zijn de vleugels, rug, stuit en staart roetzwart. De iris is donker en de poten en snavel zijn ook zwart. Het vrouwtje verschilt enorm van het mannetje. Zij is overwegend grijs, van boven donkergrijs met een grijsbruine stuit. Van onder is ze lichter, met verticale streepjes op de borst en een lichte wenkbrauwstreep. Soms is er een roze of gele waas in het verenkleed van de buik en onderstaartdekveren. Onvolwassen vogels lijken op het vrouwtje.

## Verspreiding en leefgebied
Deze soort telt negen ondersoorten:
- P. o. flammeus: de zuidwestelijk Verenigde Staten en noordwestelijk Mexico.
- P. o. mexicanus: de zuidelijk-centrale Verenigde Staten en centraal en zuidelijk Mexico.
- P. o. rubinus blatteus: van zuidoostelijk Mexico tot Honduras.
- P. o. pinicola: Nicaragua.
- P. o. saturatus: noordoostelijk Colombia, Venezuela, Guyana en noordelijk Brazilië.
- P. o. piurae: westelijk Colombia, westelijk Ecuador en noordwestelijk Peru.
- P. o. ardens: noordelijk-centraal Peru.
- P. o. obscurus: Lima (westelijk Peru).
- P. r. cocachacrae: zuidwestelijk Peru en noordelijk Chili.

Het leefgebied bestaat uit afwisselend, half open landschap vaak in de nabijheid van water, zoals terreinen met struikgewas, cerrado, savanne, naaldbos in laagland en agrarisch gebied. De vogel komt voor tot op 3050 m boven de zeespiegel.

## Status
BirdLife International maakt geen onderscheid tussen de rode tiran en de scharlaken tiran en beschouwt beide soorten als hetzelfde taxon. De rode tiran is daardoor niet als aparte soort geëvalueerd. De grootte van de wereldpopulatie van beide soorten werd in 2008 geschat op 5 tot 50 miljoen individuen. Deze soort gaat echter in aantal achteruit, maar het tempo van achteruitgang ligt onder de 30% in tien jaar (minder dan 3,5% per jaar).

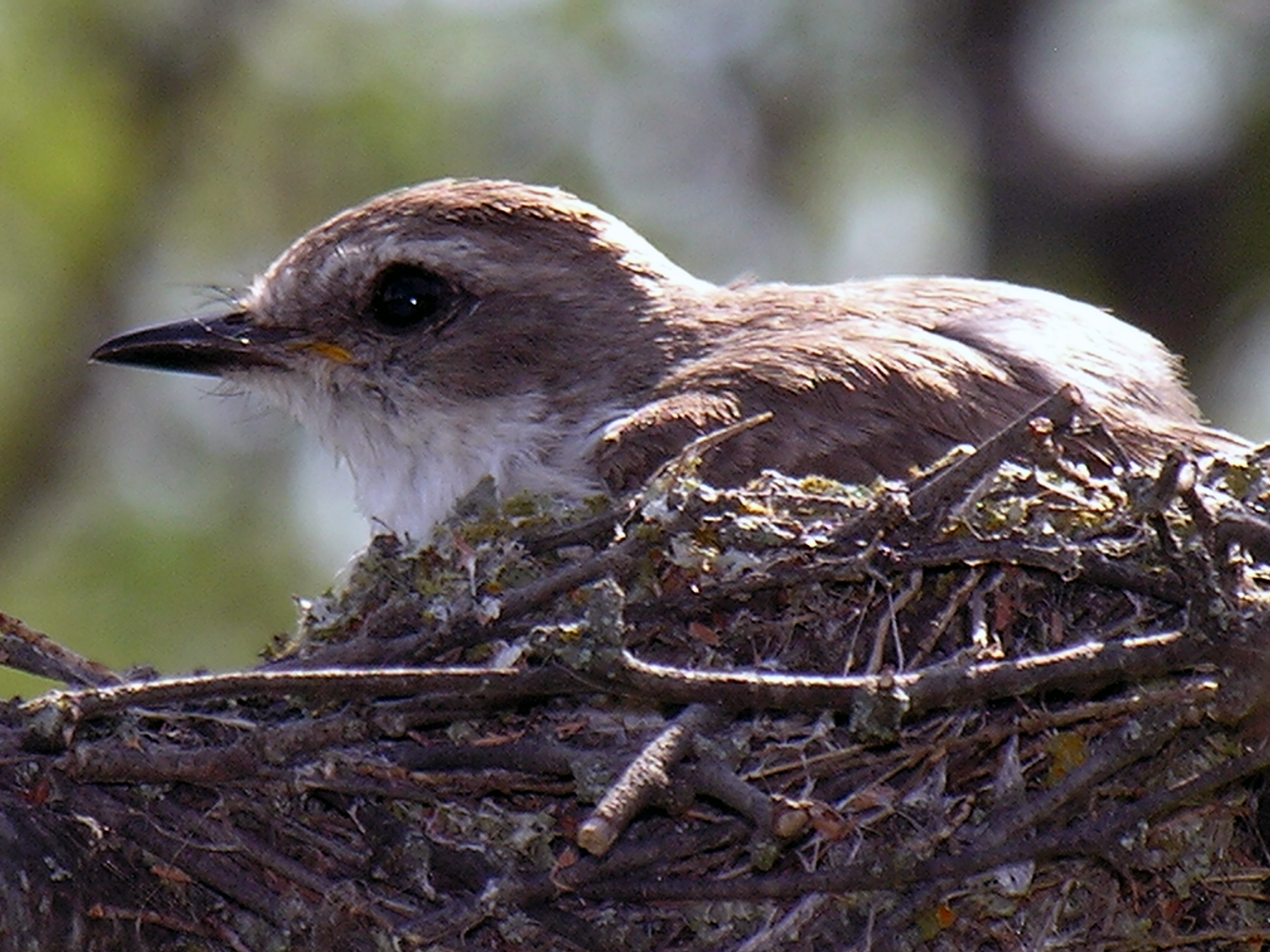
Vrouwtje rode tiran op nest